# عبدالعزیز بن مروان
عبدالعزیز بن مروان (عربی: عبد العزيز بن مروان بن الحكم، آوانگاری: ʿAbd al-ʿAzīz ibn Marwān ibn al-Ḥakam; درگذشته ۱۲ مه ۷۰۵ میلادی - ۸۶ قمری) فرمانروای مصر در دوران خلافت اموی بود.